# 東京都第1区
東京都第1区（とうきょうとだい1く）は、日本の衆議院議員総選挙における選挙区。1994年（平成6年）の公職選挙法改正で設置。

## 区域

### 現在の区域
2022年（令和4年）公職選挙法改正以降の区域は以下のとおりである。10区との新宿区の分区は解消、港区は7区に移行した。
- 千代田区
- 新宿区

### 2017年から2022年までの区域
2017年（平成29年）公職選挙法改正から2022年の小選挙区改定までの区域は以下のとおりである。2017年の区割り変更により、港区の一部が2区へ、新宿区の一部が10区へ移行した。
- 千代田区
- 港区の一部
  - 麻布・赤坂・高輪の各地区総合支所管内
  - 芝地区総合支所管内の芝5丁目、三田1〜3丁目
  - 芝浦港南地区総合支所管内の芝浦4丁目、海岸3丁目4〜13・20・21・31〜33番、港南1〜5丁目、台場1・2丁目
- 新宿区の一部
  - 本庁管内
  - 四谷・箪笥町・榎町・若松町・大久保・戸塚・柏木・角筈の各特別出張所管内
  - 落合第一特別出張所管内の下落合1〜4丁目、中落合2丁目、高田馬場3丁目

### 2017年以前の区域
1994年（平成6年）公職選挙法改正から2017年の小選挙区改定までの区域は以下のとおりである。
- 千代田区
- 港区
- 新宿区

## 歴史

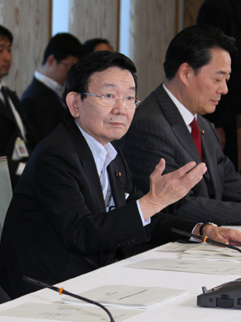
2011年5月24日、閣僚会議で内閣府特命担当大臣（経済財政政策担当）の与謝野馨と経済産業大臣の海江田万里

小選挙区制が導入された後、2017年の区割り変更までは、中選挙区制下における1964年の公職選挙法改正に伴い、旧東京都第1区を分割して設置された同名の選挙区と同一区域であった。中選挙区時代の定数は分割前が4議席、分割後が3議席である。
1996年以降、2009年までは与謝野馨（自由民主党）と海江田万里（民主党）が激しい選挙戦を繰り広げてきた。2000年の総選挙では2,633票差、2003年の総選挙では1,437票差とそれぞれ大接戦だった（いずれも海江田が小選挙区当選）。その他、与謝野が郵政解散による追い風を受けて大差で勝利した2005年以外は2万票差以内の大激戦となっていた。与謝野と海江田は本選挙区で5回戦い、戦績は海江田の3勝2敗。1996年には海江田が、2003年と2009年には与謝野がそれぞれ比例復活当選している。2003年から2017年の総選挙まで連続立候補した又吉光雄（世界経済共同体党）の選挙公報や選挙ポスターの過激な文面で注目を浴びた。2009年は更に泡沫候補等が乱立し、全選挙区最多の9候補が出馬した。
2011年1月14日に発足した菅直人再改造内閣では、民主党の海江田が経済産業大臣に、自民党からたちあがれ日本を経て前日に同党を離党した与謝野馨が海江田から引き継いで経済財政政策担当大臣に任命され、当選挙区で激突を繰り返してきた2人が同時に入閣することになった。小選挙区比例代表並立制の選挙制度のもとで、同一選挙区の小選挙区当選者と比例復活当選者が同時に入閣するのは初めてである。その海江田は経済産業大臣として福島第一原子力発電所事故対応の陣頭指揮にあたった。
2012年の総選挙を前に与謝野は引退。後継となった自由民主党新人の山田美樹が海江田を1,134票差で破って初当選し、海江田は比例復活で当選となった。民主党代表として臨んだ2014年の総選挙においても、海江田は山田に敗れ、さらに前回よりも票差を大きく広げられた海江田は比例復活当選もかなわず議席を失うことになった。野党第一党の党首が議席を失うのは第24回衆議院議員総選挙の片山哲（日本社会党）以来、65年ぶりであった。政治資金問題で閣僚を辞任した小渕優子・松島みどりが選挙区で当選した半面で海江田は自身の安愚楽牧場の和牛商法の問題が直撃したのが落選の遠因になった。
区割り変更後初となる2017年の総選挙では、直前に結成された立憲民主党から出馬した海江田が山田を3,021票差で破り、返り咲きを果たした。山田は比例で復活当選している。2021年の総選挙では、山田が9,090票差で前々回以来の選挙区での勝利を果たす。敗れた海江田と日本維新の会の新人・小野泰輔（元熊本県副知事）はいずれも比例で復活当選している。
再度の区割り変更となった2024年の総選挙を前に山田が2018年から2022年の5年間で安倍派から受け取ったキックバックの76万円を政治資金収支報告書に記載していなかったのが判明し、党は山田を比例重複なしの処分にした。本番は9人が立候補するなか、海江田が山田を1939票の僅差で制し、前々回以来の選挙区で勝利を果たした。また、東京都第7区へ移動した小野の後を受けて参議院からの鞍替えで挑戦した維新政調会長の音喜多駿も3万票弱で2人に及ばず、復活当選もできなかった。
日本の首都機能（国政の中心部）の大半を選挙区に有するほか、東京都庁も存在するなどまさに日本の政治の中心的選挙区である。それ故か、候補者が多数出馬する傾向がある。

## 選出議員
| 選挙名                 | 年     | 当選者     | 党派       |
| ---------------------- | ------ | ---------- | ---------- |
| 第41回衆議院議員総選挙 | 1996年 | 与謝野馨   | 自由民主党 |
| 第42回衆議院議員総選挙 | 2000年 | 海江田万里 | 民主党     |
| 第43回衆議院議員総選挙 | 2003年 | 海江田万里 | 民主党     |
| 第44回衆議院議員総選挙 | 2005年 | 与謝野馨   | 自由民主党 |
| 第45回衆議院議員総選挙 | 2009年 | 海江田万里 | 民主党     |
| 第46回衆議院議員総選挙 | 2012年 | 山田美樹   | 自由民主党 |
| 第47回衆議院議員総選挙 | 2014年 | 山田美樹   | 自由民主党 |
| 第48回衆議院議員総選挙 | 2017年 | 海江田万里 | 立憲民主党 |
| 第49回衆議院議員総選挙 | 2021年 | 山田美樹   | 自由民主党 |
| 第50回衆議院議員総選挙 | 2024年 | 海江田万里 | 立憲民主党 |

## 選挙結果
時の内閣：第1次石破内閣 解散日：2024年10月9日 公示日：2024年10月15日
当日有権者数：32万9471人 最終投票率：55.60%（前回比：0.67%） （全国投票率：53.85%（2.08%））
| 当落 | 候補者名   | 年齢 | 所属党派                  | 新旧 | 得票数   | 得票率 | 惜敗率 | 推薦・支持 | 重複 |
| ---- | ---------- | ---- | ------------------------- | ---- | -------- | ------ | ------ | ---------- | ---- |
| 当   | 海江田万里 | 75   | 立憲民主党                | 前   | 56,979票 | 32.01% | ――     |            | ○    |
|      | 山田美樹   | 50   | 自由民主党                | 前   | 55,040票 | 30.92% | 96.60% | 公明党推薦 |      |
|      | 音喜多駿   | 41   | 日本維新の会              | 新   | 29,002票 | 16.29% | 50.90% |            | ○    |
|      | 佐藤沙織里 | 35   | 無所属                    | 新   | 12,255票 | 6.88%  | 21.51% |            | ×    |
|      | 中野顕     | 60   | 日本共産党                | 新   | 11,889票 | 6.68%  | 20.87% |            |      |
|      | 桜井祥子   | 40   | 参政党                    | 新   | 10,636票 | 5.98%  | 18.67% |            |      |
|      | 高木寛史   | 40   | みんなでつくる党          | 新   | 951票    | 0.53%  | 1.67%  |            |      |
|      | 新垣宏     | 80   | 無所属                    | 新   | 716票    | 0.40%  | 1.26%  |            | ×    |
|      | 新藤伸夫   | 75   | お金をみんなへ シン独立党 | 新   | 530票    | 0.30%  | 0.93%  |            |      |

- 佐藤は2025年千代田区長選挙に立候補したが落選。2025年東京都議会議員選挙（千代田区選挙区）に立候補し当選。
- 新藤は第23回参議院議員通常選挙に京都府選挙区から立候補したが落選。2024年東京都知事選挙、2025年千代田区長選挙、2025年福岡県知事選挙に立候補したが落選。
- 桜井は第27回参議院議員通常選挙に茨城県選挙区から立候補し当選。

時の内閣：第1次岸田内閣 解散日：2021年10月14日 公示日：2021年10月19日
当日有権者数：46万2609人 最終投票率：56.27%（前回比：2.23%） （全国投票率：55.93%（2.25%））
| 当落 | 候補者名   | 年齢 | 所属党派     | 新旧 | 得票数   | 得票率 | 惜敗率 | 推薦・支持 | 重複 |
| ---- | ---------- | ---- | ------------ | ---- | -------- | ------ | ------ | ---------- | ---- |
| 当   | 山田美樹   | 47   | 自由民主党   | 前   | 99,133票 | 39.01% | ――     | 公明党推薦 | ○    |
| 比当 | 海江田万里 | 72   | 立憲民主党   | 前   | 90,043票 | 35.43% | 90.83% |            | ○    |
| 比当 | 小野泰輔   | 47   | 日本維新の会 | 新   | 60,230票 | 23.70% | 60.76% |            | ○    |
|      | 内藤久遠   | 64   | 無所属       | 新   | 4,715票  | 1.86%  | 4.76%  |            | ×    |

- 小野は第50回は東京都第7区から立候補するも落選、復活当選も無かった。
- 内藤は第26回参議院議員通常選挙に東京都選挙区から立候補したが落選。2020年東京都知事選挙、2024年東京都知事選挙に立候補したが落選。

時の内閣：第3次安倍第3次改造内閣 解散日：2017年9月28日 公示日：2017年10月10日
当日有権者数：44万8684人 最終投票率：54.04%（前回比：1.00%） （全国投票率：53.68%（1.02%））
| 当落 | 候補者名   | 年齢 | 所属党派         | 新旧 | 得票数   | 得票率 | 惜敗率 | 推薦・支持 | 重複 |
| ---- | ---------- | ---- | ---------------- | ---- | -------- | ------ | ------ | ---------- | ---- |
| 当   | 海江田万里 | 68   | 立憲民主党       | 元   | 96,255票 | 40.69% | ――     |            | ○    |
| 比当 | 山田美樹   | 43   | 自由民主党       | 前   | 93,234票 | 39.41% | 96.86% | 公明党推薦 | ○    |
|      | 松沢香     | 39   | 希望の党         | 新   | 40,376票 | 17.07% | 41.95% |            | ○    |
|      | 原口実季   | 28   | 幸福実現党       | 新   | 3,806票  | 1.61%  | 3.95%  |            |      |
|      | 犬丸光加   | 57   | 犬丸勝子と共和党 | 新   | 1,570票  | 0.66%  | 1.63%  |            |      |
|      | 又吉光雄   | 73   | 世界経済共同体党 | 新   | 1,307票  | 0.55%  | 1.36%  |            |      |

時の内閣：第2次安倍改造内閣 解散日：2014年11月21日 公示日：2014年12月2日
当日有権者数：49万2025人 最終投票率：53.04%（前回比：8.11%） （全国投票率：52.66%（6.66%））
| 当落 | 候補者名   | 年齢 | 所属党派         | 新旧 | 得票数    | 得票率 | 惜敗率 | 推薦・支持 | 重複 |
| ---- | ---------- | ---- | ---------------- | ---- | --------- | ------ | ------ | ---------- | ---- |
| 当   | 山田美樹   | 40   | 自由民主党       | 前   | 107,015票 | 42.66% | ――     | 公明党推薦 | ○    |
|      | 海江田万里 | 65   | 民主党           | 前   | 89,232票  | 35.57% | 83.38% |            | ○    |
|      | 冨田直樹   | 38   | 日本共産党       | 新   | 32,830票  | 13.09% | 30.68% |            |      |
|      | 渡辺徹     | 36   | 次世代の党       | 新   | 18,128票  | 7.23%  | 16.94% |            | ○    |
|      | 野崎孝信   | 27   | 無所属           | 新   | 2,209票   | 0.88%  | 2.06%  |            | ×    |
|      | 又吉光雄   | 70   | 世界経済共同体党 | 新   | 1,416票   | 0.56%  | 1.32%  |            |      |

- 当時海江田は民主党代表であった。
- 渡辺は第46回は東京都第5区から日本維新の会公認で立候補したが落選。

時の内閣：野田第3次改造内閣 解散日：2012年11月16日 公示日：2012年12月4日
当日有権者数：47万7631人 最終投票率：61.15%（前回比：4.43%） （全国投票率：59.32%（9.96%））
| 当落 | 候補者名   | 年齢 | 所属党派         | 新旧 | 得票数   | 得票率 | 惜敗率 | 推薦・支持   | 重複 |
| ---- | ---------- | ---- | ---------------- | ---- | -------- | ------ | ------ | ------------ | ---- |
| 当   | 山田美樹   | 38   | 自由民主党       | 新   | 82,013票 | 29.31% | ――     | 公明党推薦   | ○    |
| 比当 | 海江田万里 | 63   | 民主党           | 前   | 80,879票 | 28.91% | 98.62% | 国民新党推薦 | ○    |
|      | 加藤義隆   | 38   | 日本維新の会     | 新   | 48,083票 | 17.19% | 58.63% |              | ○    |
|      | 小斉太郎   | 42   | みんなの党       | 新   | 31,554票 | 11.28% | 38.47% |              | ○    |
|      | 冨田直樹   | 36   | 日本共産党       | 新   | 18,763票 | 6.71%  | 22.88% |              |      |
|      | 野沢哲夫   | 46   | 日本未来の党     | 新   | 14,875票 | 5.32%  | 18.14% |              | ○    |
|      | 伊藤希望   | 28   | 幸福実現党       | 新   | 1,999票  | 0.71%  | 2.44%  |              |      |
|      | 又吉光雄   | 68   | 世界経済共同体党 | 新   | 1,011票  | 0.36%  | 1.23%  |              |      |
|      | 亀山教明   | 49   | 無所属           | 新   | 614票    | 0.22%  | 0.75%  |              | ×    |

- 小斉は第23回参議院議員通常選挙に比例区から立候補したが落選。

時の内閣：麻生内閣 解散日：2009年7月21日 公示日：2009年8月18日
当日有権者数：46万2949人 最終投票率：65.58%（前回比：0.33%） （全国投票率：69.28%（1.77%））
| 当落 | 候補者名   | 年齢 | 所属党派         | 新旧 | 得票数    | 得票率 | 惜敗率 | 推薦・支持 | 重複 |
| ---- | ---------- | ---- | ---------------- | ---- | --------- | ------ | ------ | ---------- | ---- |
| 当   | 海江田万里 | 60   | 民主党           | 元   | 141,742票 | 47.43% | ――     |            | ○    |
| 比当 | 与謝野馨   | 71   | 自由民主党       | 前   | 130,030票 | 43.51% | 91.74% |            | ○    |
|      | 冨田直樹   | 33   | 日本共産党       | 新   | 19,288票  | 6.45%  | 13.61% |            |      |
|      | 田中順子   | 47   | 幸福実現党       | 新   | 2,718票   | 0.91%  | 1.92%  |            |      |
|      | 野沢哲夫   | 43   | 無所属           | 新   | 1,418票   | 0.47%  | 1.00%  |            | ×    |
|      | 黒沢武邦   | 39   | 無所属           | 新   | 1,300票   | 0.43%  | 0.92%  |            | ×    |
|      | マック赤坂 | 60   | 日本スマイル党   | 新   | 987票     | 0.33%  | 0.70%  |            |      |
|      | 又吉光雄   | 65   | 世界経済共同体党 | 新   | 718票     | 0.24%  | 0.51%  |            |      |
|      | 前田禎信   | 38   | 無所属           | 新   | 652票     | 0.22%  | 0.46%  |            | ×    |

時の内閣：第2次小泉改造内閣 解散日：2005年8月8日 公示日：2005年8月30日 最終投票率：65.25% （全国投票率：67.51%（7.65%））
| 当落 | 候補者名   | 年齢 | 所属党派         | 新旧 | 得票数    | 得票率 | 惜敗率 | 推薦・支持 | 重複 |
| ---- | ---------- | ---- | ---------------- | ---- | --------- | ------ | ------ | ---------- | ---- |
| 当   | 与謝野馨   | 67   | 自由民主党       | 前   | 149,894票 | 54.58% | ――     |            | ○    |
|      | 海江田万里 | 56   | 民主党           | 前   | 101,396票 | 36.92% | 67.65% |            | ○    |
|      | 堀江泰信   | 51   | 日本共産党       | 新   | 21,794票  | 7.94%  | 14.54% |            |      |
|      | 又吉光雄   | 61   | 世界経済共同体党 | 新   | 1,557票   | 0.57%  | 1.04%  |            |      |

時の内閣：第1次小泉第2次改造内閣 解散日：2003年10月10日 公示日：2003年10月28日 （全国投票率：59.86%（2.63%））
| 当落 | 候補者名   | 年齢 | 所属党派         | 新旧 | 得票数    | 得票率 | 惜敗率 | 推薦・支持 | 重複 |
| ---- | ---------- | ---- | ---------------- | ---- | --------- | ------ | ------ | ---------- | ---- |
| 当   | 海江田万里 | 54   | 民主党           | 前   | 105,222票 | 44.60% | ――     |            | ○    |
| 比当 | 与謝野馨   | 65   | 自由民主党       | 元   | 103,785票 | 43.99% | 98.63% |            | ○    |
|      | 佐藤文則   | 50   | 日本共産党       | 新   | 20,640票  | 8.75%  | 19.62% |            |      |
|      | 浜田麻記子 | 61   | 無所属           | 新   | 5,572票   | 2.36%  | 5.30%  |            | ×    |
|      | 又吉光雄   | 59   | 世界経済共同体党 | 新   | 698票     | 0.30%  | 0.66%  |            |      |

時の内閣：第1次森内閣 解散日：2000年6月2日 公示日：2000年6月13日 （全国投票率：62.49%（2.84%））
| 当落 | 候補者名   | 年齢 | 所属党派   | 新旧 | 得票数   | 得票率 | 惜敗率 | 推薦・支持 | 重複 |
| ---- | ---------- | ---- | ---------- | ---- | -------- | ------ | ------ | ---------- | ---- |
| 当   | 海江田万里 | 51   | 民主党     | 前   | 93,173票 | 41.25% | ――     |            | ○    |
|      | 与謝野馨   | 61   | 自由民主党 | 前   | 90,540票 | 40.09% | 97.17% |            | ○    |
|      | 大塚淳子   | 58   | 日本共産党 | 新   | 36,525票 | 16.17% | 39.20% |            |      |
|      | 日野雄策   | 42   | 自由連合   | 新   | 3,118票  | 1.38%  | 3.35%  |            |      |
|      | 丸川仁     | 37   | 無所属     | 新   | 2,492票  | 1.10%  | 2.67%  |            | ×    |

時の内閣：第1次橋本内閣 解散日：1996年9月27日 公示日：1996年10月8日 （全国投票率：59.65%（8.11%））
| 当落 | 候補者名     | 年齢 | 所属党派   | 新旧 | 得票数   | 得票率 | 惜敗率 | 推薦・支持 | 重複 |
| ---- | ------------ | ---- | ---------- | ---- | -------- | ------ | ------ | ---------- | ---- |
| 当   | 与謝野馨     | 58   | 自由民主党 | 前   | 82,098票 | 39.19% | ――     |            | ○    |
| 比当 | 海江田万里   | 47   | 民主党     | 前   | 63,661票 | 30.39% | 77.54% |            | ○    |
|      | 大塚淳子     | 54   | 日本共産党 | 新   | 36,308票 | 17.33% | 44.23% |            |      |
|      | 柴野たいぞう | 45   | 新進党     | 前   | 27,424票 | 13.09% | 33.40% |            |      |